# Amédée Courbet
Amédée Anatole Prosper Courbet, född 26 juni 1827 i Abbeville, död 11 juni 1885 i Magong (Pescadorerna), var en fransk sjömilitär.
Courbet blev löjtnant vid flottan 1856 och viceamiral 1884. 1880–82 var han guvernör över straffkolonin i Nya Kaledonien, och blev 1883 chef för den franska eskadern vid Tonkin. Sedan Courbet i augusti 1883 tvingat Nguyendynastin i Vietnam till underkastelse, fick han i oktober befälet över landtrupperna i fransk-kinesiska kriget, vilket befäl han behöll till februari 1884.
I augusti 1884 fick han befälet över samtliga franska sjöstridskrafter i de ostasiatiska farvatten, blockerade ön Taiwan och förstörde 24-28 augusti arsenalen i Fuzhou tillsammans med den där liggande kinesiska flottan. Genom att avspärra risinförseln till norra Kina påskyndade han freden, som slöts i juni 1885.